# WTA-toernooi van India 125
Het WTA-toernooi van India 125 is een tennistoernooi voor vrouwen dat enkele malen plaatsvond op verschillende plaatsen in India. De officiële naam van het toernooi was in 2012 Royal Indian Open, toen het werd georganiseerd in Pune. In 2017 werd het toernooi weer opgepikt in Mumbai, met de naam Mumbai Open, alsmede in 2018 – daarna verdween het van de kalender. In 2024 werd het toernooi terug in Mumbai nieuw leven ingeblazen, in de ondertussen omgedoopte categorie WTA 125 – daarbij werd het op de kalender verschoven van november naar februari.
De WTA organiseert het toernooi dat in de categorie "Challenger" c.q. WTA 125 valt en wordt gespeeld op hardcourt.

## Voorgeschiedenis
Pune was in 2012 de vierde stad in de Indiase geschiedenis die een WTA-toernooi organiseerde, na Calcutta (2005–2007), Haiderabad (2003–2005) en Bangalore (2006–2008). Mumbai werd in 2017 de vijfde locatie.
De hernieuwde Indiase deelname aan de, in 2012 ingestelde, WTA-toernooicategorie "Challenger" zou oorspronkelijk in New Delhi plaatsvinden. Slechts enkele weken voor aanvang van het toernooi werd evenwel bekend dat het evenement naar Pune was verplaatst. Na het WTA-toernooi van Taipei werd dit het tweede toernooi in de Challenger-categorie.

## Finales

### Enkelspel
| Datum      | Naam              | Cat.          | ($)           | Ondergrond        | Winnares          | Verliezend finaliste | Uitslag       |               |
| ---------- | ----------------- | ------------- | ------------- | ----------------- | ----------------- | -------------------- | ------------- | ------------- |
| 2012-11-05 | Royal Indian Open | Challenger    | 125.000       | hardcourt, buiten | Elina Svitolina   | Kimiko Date-Krumm    | 6-2, 6-3      | details       |
| 2017-11-20 | Mumbai Open       | Challenger    | 125.000       | hardcourt, buiten | Aryna Sabalenka   | Dalila Jakupović     | 6-2, 6-3      | details       |
| 2018-10-29 | Mumbai Open       | Challenger    | 125.000       | hardcourt, buiten | Luksika Kumkhum   | Irina Chromatsjova   | 1-6, 6-2, 6-3 | details       |
| 2019–2023  | geen toernooi     | geen toernooi | geen toernooi | geen toernooi     | geen toernooi     | geen toernooi        | geen toernooi | geen toernooi |
| 2024-02-05 | Mumbai Open       | WTA 125       | 115.000       | hardcourt, buiten | Darja Semeņistaja | Storm Hunter         | 5-7, 7-6, 6-2 | details       |

### Dubbelspel
| Datum      | Naam              | Cat.          | ($)           | Ondergrond        | Winnaressen                             | Verliezend finalistes                 | Uitslag          |               |
| ---------- | ----------------- | ------------- | ------------- | ----------------- | --------------------------------------- | ------------------------------------- | ---------------- | ------------- |
| 2012-11-05 | Royal Indian Open | Challenger    | 125.000       | hardcourt, buiten | Nina Brattsjikova Oksana Kalasjnikova   | Julia Glushko Noppawan Lertcheewakarn | 6-0, 4-6, [10-8] | details       |
| 2017-11-20 | Mumbai Open       | Challenger    | 125.000       | hardcourt, buiten | Victoria Rodríguez Bibiane Schoofs      | Dalila Jakupović Irina Chromatsjova   | 7-5, 3-6, [10-7] | details       |
| 2018-10-29 | Mumbai Open       | Challenger    | 125.000       | hardcourt, buiten | Natela Dzalamidze Veronika Koedermetova | Bibiane Schoofs Barbora Štefková      | 6-4, 7-6         | details       |
| 2019–2023  | geen toernooi     | geen toernooi | geen toernooi | geen toernooi     | geen toernooi                           | geen toernooi                         | geen toernooi    | geen toernooi |
| 2024-02-05 | Mumbai Open       | WTA 125       | 115.000       | hardcourt, buiten | Dalila Jakupović Sabrina Santamaria     | Arianne Hartono Prarthana Thombare    | 6-4, 6-3         | details       |